# Revere (Lombardei)

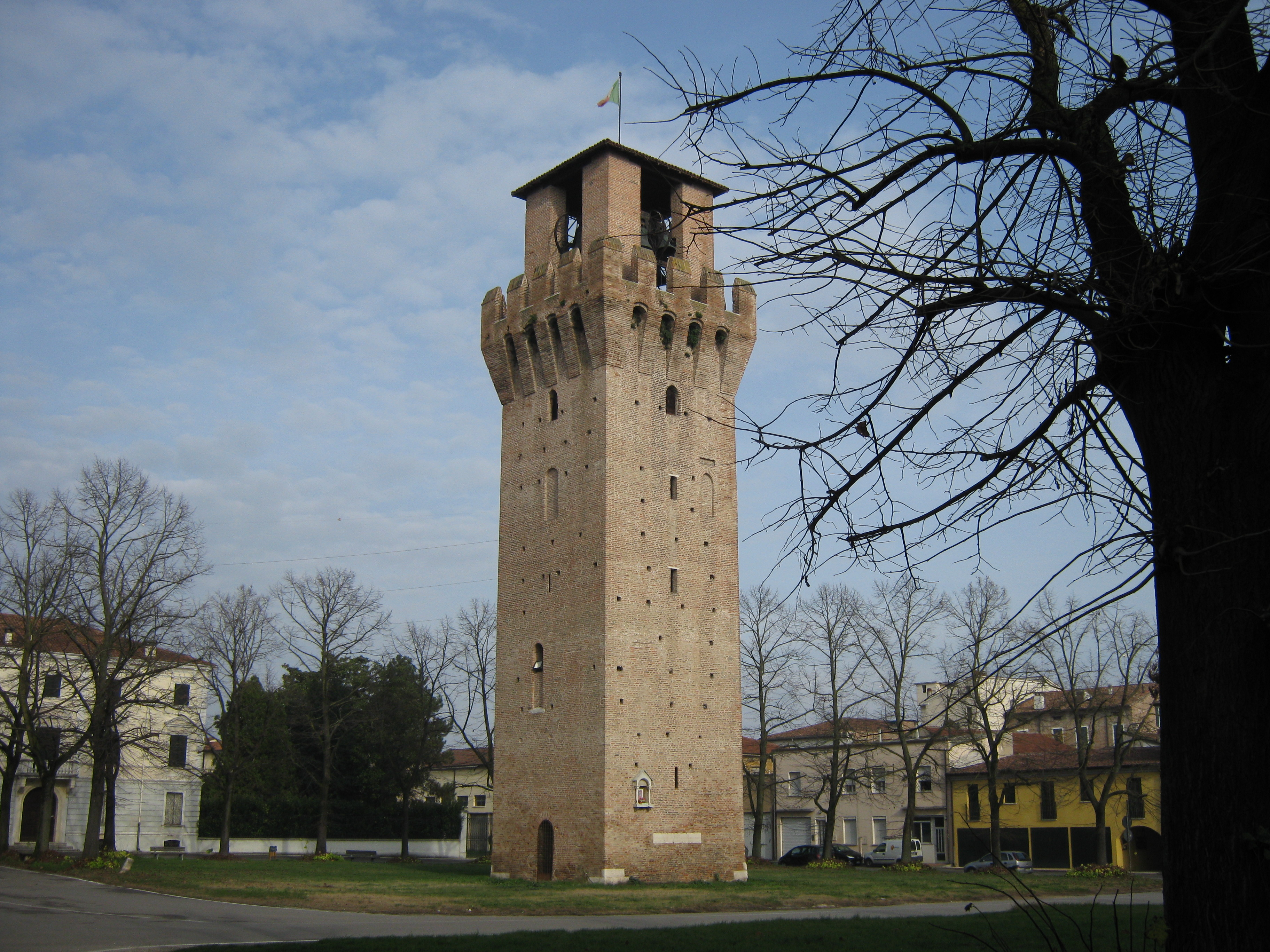
Der Turm von Revere

Revere ist eine Fraktion der norditalienischen Gemeinde (comune) Borgo Mantovano in der Provinz Mantua in der Lombardei. Die Gemeinde hatte zuletzt 2508 Einwohner (Stand 31. Dezember 2016). Revere liegt etwa 28,5 Kilometer ostsüdöstlich von Mantua am Po.
Die Gemeinde Revere mit der Fraktion Zello wurde am 1. Januar 2018 mit Villa Poma und Pieve di Coriano zur neuen Gemeinde Borgo Mantovano zusammengeschlossen.

## Verkehr
Durch das Gebiet der ehemaligen Gemeinde führt die Strada Statale 12 dell’Abetone e del Brennero von Pisa zum Brennerpass.

## Persönlichkeiten
- Giuseppe Milano (1887–1971), Fußballspieler und -trainer
- Bruno Prevedi (1928–1988), Opernsänger